# Zifeng Tower
Der Zifeng Tower (auch in Langform Greenland Square Zifeng Tower oder Nanjing Greenland Financial Center genannt) ist ein Wolkenkratzer in der chinesischen Großstadt Nanjing.
Der Bau des Gebäudes begann im Jahr 2005. Die Endhöhe des Gebäudes wurde im November 2008 erreicht, jedoch dauerten die Innenarbeiten sowie Arbeiten an der Fassade des Turms noch bis Anfang 2010 an. Mit einer Höhe von 450 Metern bis zur Spitze ist es nach dem Shanghai World Financial Center (492 Meter) das dritthöchste Gebäude in China (ohne Hongkong und Taiwan) und das neunthöchste der Welt. Genutzt wird es unter anderem als Hotel (oben) für Büros weiter unten. In den untersten Etagen beherbergt das Gebäude mehrere Einzelhandelsgeschäfte. Insgesamt verfügt der Turm über 89 Stockwerke. Die Höhe des Daches beträgt 381 Meter, darüber folgt eine Turmspitze, womit die Höhe von 450 Metern erreicht wird. Auf der 72. Etage in 271 Meter Höhe ist eine Aussichtsplattform eingerichtet worden. Die höchste Etage liegt in 316 Metern Höhe. Im Gebäude wurden 56 Fahrstühle installiert.

## Weblinks

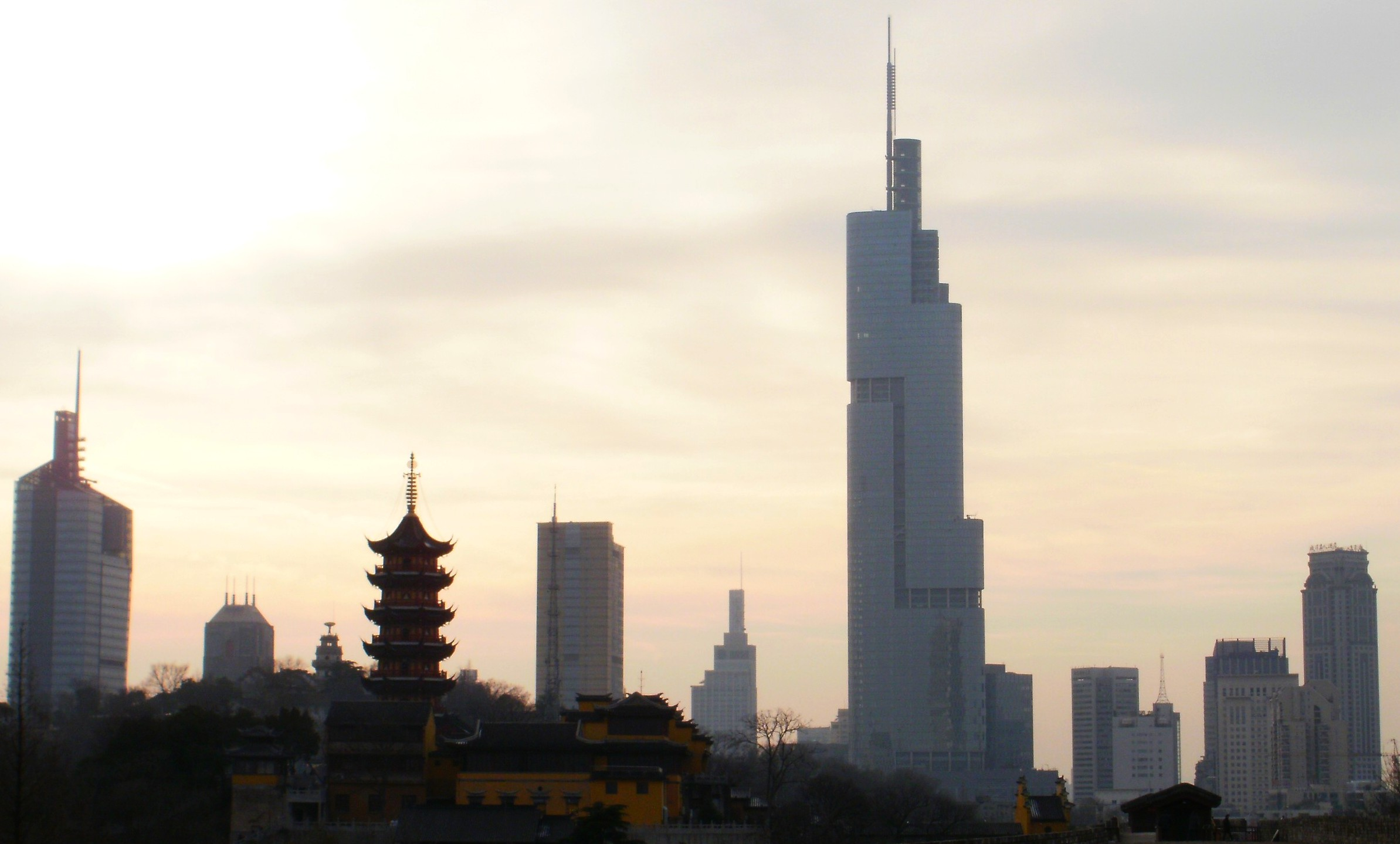
Die Skyline Nanjings mit dem Gebäude